# ویلیام جکسون (ورزشکار کرلینگ)
ویلیام جکسون (انگلیسی: William Jackson; ۱۴ مارس ۱۸۷۱ – ۲۶ ژانویهٔ ۱۹۵۵) ورزشکار کرلینگ اهل بریتانیا بود.